# Ete, Madžarska
Ete je vas na Madžarskem, ki upravno spada pod podregijo Kisbéri Županije Komárom-Esztergom.